# NGC 5627
NGC 5627 је лентикуларна галаксија у сазвежђу Волар која се налази на NGC листи објеката дубоког неба.
Деклинација објекта је + 11° 22' 42" а ректасцензија 14h 28m 34,2s. Привидна величина (магнитуда) објекта NGC 5627 износи 13,3 а фотографска магнитуда 14,3. NGC 5627 је још познат и под ознакама UGC 9280, MCG 2-37-13, CGCG 75-46, PGC 51705.